# Hertha Bothe
Herta Bothe (Teterow, Mecklenburg; 8 de enero de 1921-16 de marzo de 2000) fue una guardia de las SS en campos de concentración nazis, juzgada por crímenes de guerra pero liberada posteriormente.

## En su juventud
En 1938, a la edad de 17 años, Bothe ayudaba a su padre en su pequeña carpintería en su pueblo natal en Teterow, trabajando temporalmente en una fábrica y como enfermera en un hospital industrial. En 1939, Bothe era miembro de la Liga de Muchachas Alemanas o BDM por sus siglas en alemán, sobresaliente en deportes. Esta organización agrupaba a las adolescentes en torno a la ideología nazi del Estado.

## En Ravensbrück y Stutthof
En septiembre de 1942 Bothe fue reclutada como guardia de campos de concentración y recibió entrenamiento en el campo de Ravensbrück. La antigua enfermera tomó un curso de cuatro semanas de entrenamiento y fue enviada como Aufseherin al campo de concentración de Stutthof, cerca de Danzig (hoy Gdansk). Allí fue conocida como la «Sádica de Stutthof». En julio de 1944 fue enviada como Oberaufseherin al subcampo de Bromberg-Ost.
El 21 de enero de 1945, Bothe de 24 años de edad acompañó una de las llamadas Marchas de la muerte de mujeres prisioneras desde la Polonia central hacia el Campo de concentración de Bergen-Belsen, cerca de Celle. En la ruta hacia Bergen-Belsen, permanecieron un breve tiempo en el Campo de concentración de Auschwitz, llegando a Belsen entre el 20 y 26 de febrero de 1945.

## En Bergen-Belsen
Una vez en el campo, Bothe supervisó a la Brigada de Mujeres para Búsqueda de Madera, que estaba compuesto por 60 prisioneras. El campo fue liberado por los británicos el 15 de abril de 1945.
Se dijo que era la mujer más alta que habían arrestado los Aliados. Bothe también sobresalió de las otras prisioneras Aufseherinnen porque las otras mujeres SS vestían botas altas de cuero negro mientras que ella usaba zapatos civiles. Los soldados aliados la forzaron a colocar los cadáveres de los prisioneros judíos en fosas comunes al lado del campo principal. Posteriormente, en una entrevista cerca de 60 años después, recordó que mientras cargaba los cuerpos no se les permitió colocarse guantes y tenía mucho miedo de contraer tifus. Ella dijo que los cuerpos estaban tan rotos que los brazos y piernas se separaban del cuerpo cuando los agarraban. También recordó que los cuerpos estaban muy delgados pero aún tenían peso para provocarle un dolor de espalda. Bothe fue arrestada y llevada a prisión en Celle.
En el Juicio de Bergen-Belsen, fue caracterizada como una "capataz extremadamente cruel" y fue sentenciada a diez años en prisión por usar su pistola contra los prisioneros. Herta Bothe admitió golpear a los presos con sus manos por violaciones de campo como robos pero sostuvo que nunca golpeó a nadie "con un palo o una barra" y que nunca había "matado a nadie". Su afirmación de inocencia es ciertamente cuestionable en tanto que un superviviente de Bergen-Belsen proclamó haber sido testigo de cómo Herta golpeó hasta la muerte a una mujer húngara judía de nombre Eva con un bloque de madera mientras otro adolescente afirmó que la vio disparar a dos prisioneros por razones que no podía entender. De todos modos, fue liberada antes de tiempo de prisión el 22 de diciembre de 1951 como un acto de indulgencia por el Gobierno Británico. Después de la guerra se casó y cambió su nombre por el de Herta Lange.

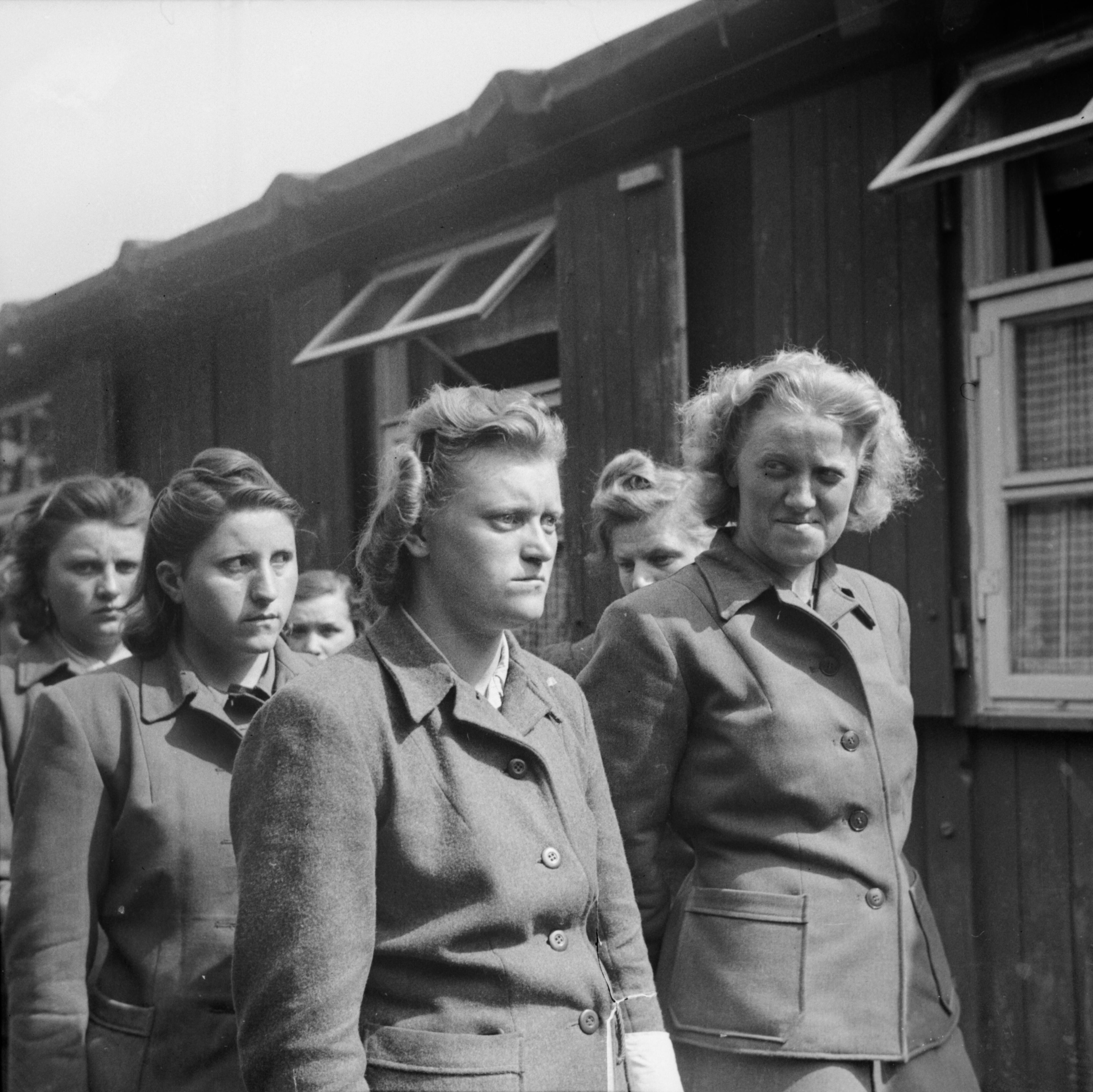
Hildegard Kanbach, Magdalene Kessel, Irene Haschke, Herta Ehlert (con el rostro parcialmente oculto) y Hertha Bothe poco después de su arresto

## Después de la guerra
Durante una rara entrevista, Bothe (que vivía en Alemania bajo el nombre de Lange) se puso a la defensiva cuando se le preguntó sobre su decisión de convertirse en una guardiana en los campos de concentración, replicando:

Que quiere decir, ¿qué cometí un error?, no... no estoy segura de lo que debería responder, ¿cometí un error? no. El error fue el campo de concentración, pero yo tenía que hacerlo, de otra forma yo habría sido puesta ahí. Ese si fue mi error.